# كبدونيات
الكبدونيات (الاسم العلمي: Marchantiineae) هي رتيبة من النباتات تتبع طائفة الكبدانية من شعبة النباتات الكبدية             .	

## فصائل
تضم هذه الرتيبة الفصائل التالية:	
- الكبدية (الاسم العلمي: Marchantiacea)
- (الاسم العلمي: Targioniaceae)
- (الاسم العلمي: Aytoniaceae)
- (الاسم العلمي: Conocephalaceae)
- (الاسم العلمي: Lunulariaceae)
- (الاسم العلمي: Cleveaceae)
- (الاسم العلمي: Monosoleniaceae)
- (الاسم العلمي: Exormothecaceae)
- (الاسم العلمي: Corsiniaceae)
- (الاسم العلمي: Monocarpaceae)